# Sistersville
La ville américaine de Sistersville est située dans le comté de Tyler, dans l’État de Virginie-Occidentale. Lors du recensement de 2010, sa population s’élevait à 1 396 habitants.
Devenue une municipalité en 1839, la ville doit son nom à Sarah et Delilah Wells, deux sœurs (sisters en anglais), propriétaires des terres où elle a été fondée.

## Éducation
- Tyler Consolidated High School